# 命を燃やして
『命を燃やして』（ 西： Arráncame la vida、英：Tear This Heart Out ）は、2008年に製作されたメキシコ映画。
日本では劇場未公開。2009年第6回ラテンビート映画祭( LBFF - Latin Beat Film Festival 2009 )にて上映された。(9月17日・19日・21日)

## キャスト
- カタリナ・グスマン：アナ・クラウディア・タランコン
- アンドレス・アセンシオ：ダニエル・ヒメネス・カチョ
- カルロス：ホセ・マリア・デ・タビラ
- メルセデス：マリアナ・ペニャルバ
- バルバラ：イレーナ・アスエラ
- ペパ：マリア・アウラ
- フアン：ホアキン・コシオ
- ジョゼ・セファミ
- リリア：カミーラ・ソディ
- マリルー：ロシオ・ベルデホ
- ボラーチョ：マリオ・サラゴサ